# 頭甲魚綱
頭甲魚綱（學名：Cephalaspidomorphi）是一類無頜魚。大部份學者都認為它們已經滅絕，但七鰓鰻和盲鰻有時也會被分類到此類之中。若七鰓鰻和盲鰻包含在內，頭甲魚綱的年代由志留紀及泥盆紀延至今天。

## 分類
頭甲魚綱最初於1920年代被認為是包含骨甲魚目、盔甲魚亞綱、盲鰻及七鰓鰻，因為它們都有單一的背部鼻孔。自此以後，有關無頜魚類之間關係的意見有所改變。大部份學者都認為無頜綱是並系群，演化出有頷下門。由於擁有共同的鰭片，有頜脊椎動物的起源可能接近頭甲魚綱。很多學者由於骨甲魚目與缺甲魚亞綱的關係不明而棄用了頭甲魚綱的名字，而七鰓鰻的親緣關係也受到質疑。其他學者將頭甲魚綱只限於包括與骨甲魚目有明確關係的類群，如盔甲魚亞綱及Pituriaspida。
一些學者認為頭甲魚綱是林奈綱之一，其主要存活的代表是七鰓鰻和盲鰻。現時證據顯示七鰓鰻從趨同演化中繼承了頭甲魚綱的特徵。故此，很多現今的研究都將七鰓鰻分類在七鰓鰻綱中。

## 外部連結
- tolweb.org （页面存档备份，存于）